# پهله

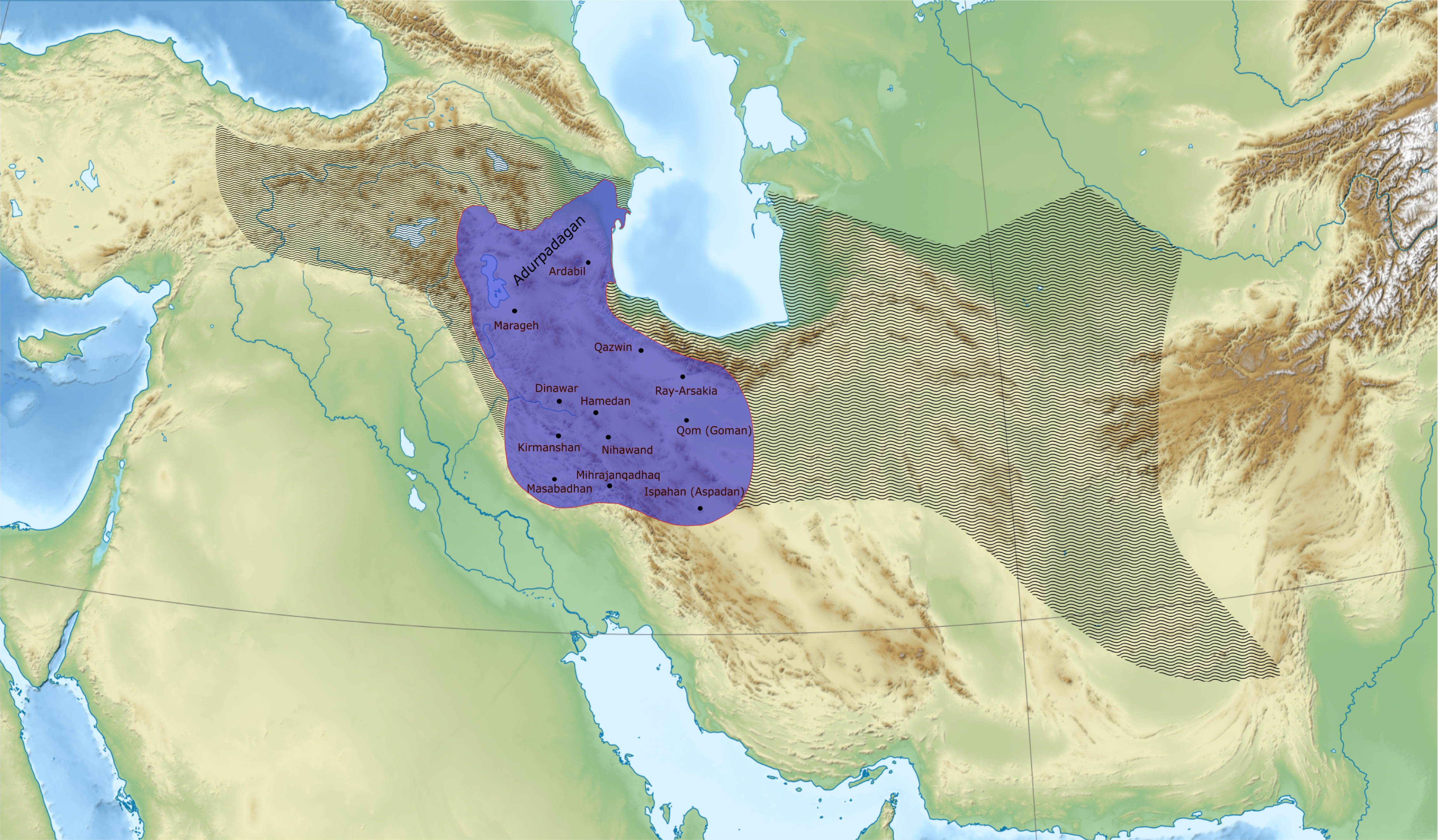
منطقه پهله

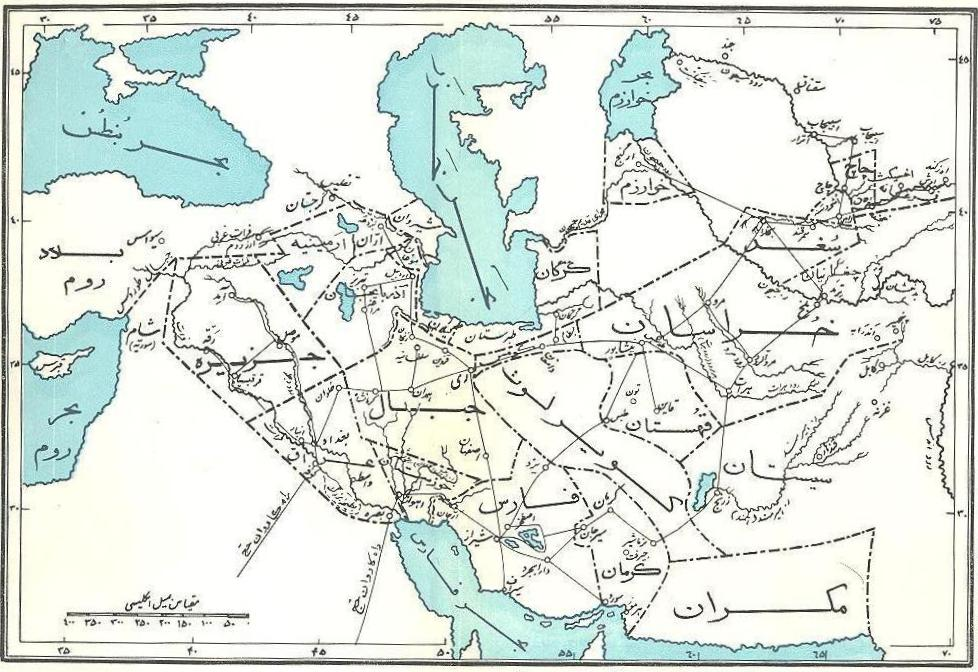
موقعیت جبال در نقشه ایران در عصر خلفای عباسی برگرفته از کتاب جغرافیای شتر تاریخی سرزمین‌های خلافت شرقی

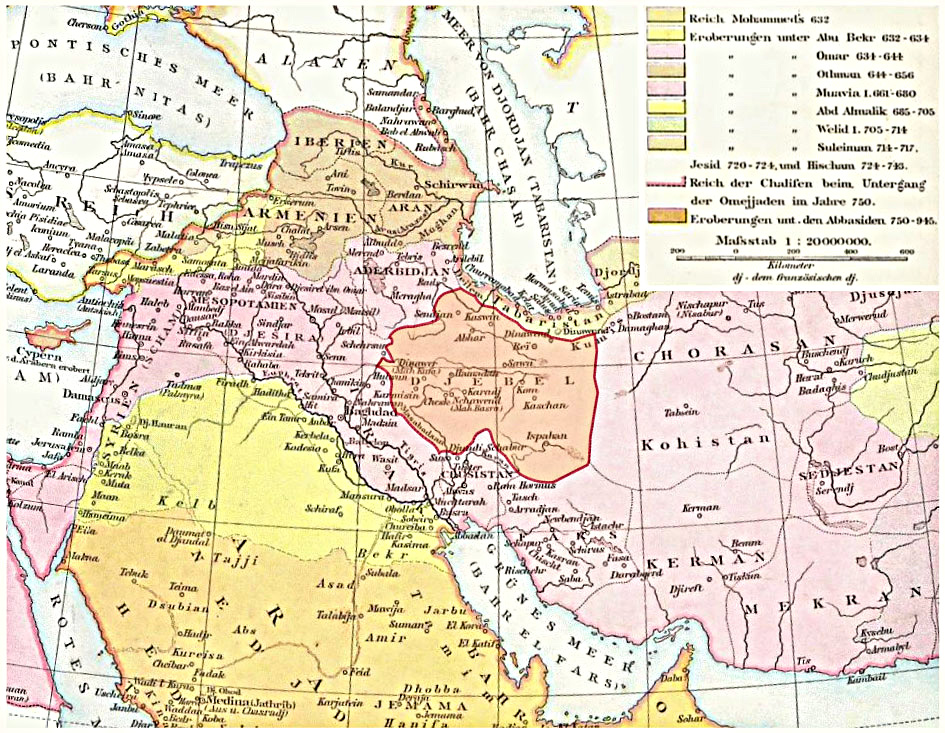
ناحیه جبال یا عراق عجم (نارنجی)

پهله یا پهلَو نام سرزمینی وسیع در باختر ایران بوده است که بیشتر شهرها و نواحی رشته کوه زاگرس کنونی را فرا می‌گرفته است. ایالت پهله در زمان ساسانیان به این نام نهاده شده و پهلوی، به مردم، زبان و خط مربوط به پهله اشاره می‌کند. نام پهله پس از حمله تازیان به ایران به «جبال» و بعدها به «کوهستان» و سپس عراق عجم تغییر یافته است. از اواخر دورهٔ اشکانی به بعد، سرزمین‌هایی ماد باستان «پهله» نامیده شد.

## نام و کاربرد
نام پهله از پهلو/پهلو و در نتیجه از پارتاو یا پَرتَو گرفته شده است. (پارسی باستان: 𐎱𐎼𐎰𐎺 پَرثَوَه ; پارتی: 𐭐𐭓𐭕𐭅 پَرتَو ; پارسی میانه: 𐭯𐭫𐭮𐭥𐭡𐭥‎ پهلوی) که با مفهوم پارت‌ها و سرزمین پارت‌ها یکسان است.
در طول قرن‌ها، این اصطلاح از نامی برای استان پارتاوا و مردم آن، نه تنها به نام یک قوم و یک فرهنگ، بلکه به معنای منطقه‌ای که این قوم در آن زندگی می‌کنند، تبدیل شد؛ بنابراین، از هنگام استقرار پارتیان و ادغام آتورپاتکان و ماد، مردم و همچنین خود این منطقه معمولاً به عنوان پهله/پهلَو خوانده می‌شد.
نام «پهله» به‌عنوان شکلی نوایرانی برای مردم غربی نسبتاً ناشناخته باقی ماند. اولشاوزن در این مورد می‌نویسد:
بنابراین نام پارت به شکل نوایرانی خود به عنوان نام یک منطقه به سمت غرب پیش رفته بود. با این حال، تغییر شکل نام و استفاده از آن برای نامگذاری ماد، تا آنجا که می‌دانیم، برای مردم غرب ناشناخته مانده است. [...].— Olshausen 1876: 22
اشاعه هویت پارتی با وفاداری بسیار به نظمی که توسط فرمانروایان پارتی ایجاد شده بود، همراه بود:
[...] تمام منابعی که تابع شاهان و فرماندهان پارتی بودند، به دلیل اهمیت سیاسی یا نظامی، تمام دژهای مستحکم و محله‌های جنگاورانشان به نام ملت تعیین می‌شد. هر نقطه از این نوع، به اصطلاح، یک پارتیکوم بود، یک پارت کوچک. با توجه به گستردگی و وضعیت سیاسی قلمرو پارتیان، لزوماً تعداد چنین مکان‌هایی باید زیاد بوده باشد [...]. اینها پهلوهایی هستند که نامشان حتی پس از حکومت اشکانیان در مناطق از نظر سیاسی و نظامی مهم، بدون تغییر باقی ماند.— Olshausen 1876: 23
استفاده از پهله/پهلو به عنوان نشان تعلق به یک هویت ملی یا یک کشور با این واقعیت ثابت می‌شود که نام پهله به اشکال مختلف در همه قلمرو سکونت پارتیان مانند پارتاو در ارمنستان، پارتوقیم، پهلو در ناحیه زازا، پهله در ایلام، بردع در آران یا بهله در ارومیه یافت می‌شود. اما نامگذاری نواحی در خوزستان، اسپهان، ری، همدان یا خراسان به پهله یا پهلو نیز گواهی از سنت اشکانی است که استفاده از این نام‌ها را نشانی بر تعلق به دولت اشکانی گزارش می‌کند.
پهله همچنین به عنوان یک عنوان نظامی یا حتی افسانه‌ای تحت عنوان واژه پهلوان وارد کاربرد بسیاری از زبان‌های ایرانی یا حتی هندوآریایی و ترکی شد. از طریق حماسه‌ها و اسطوره‌های ایرانی و نیز افسانه‌های عامیانه، این عنوان سابق سیاسی و فرهنگی که برای جنگاوران و سرداران ارجمند تاریخی پهلو به کار می‌رفت - احتمالاً بر اساس منش، سوابق و اعمال آنان - به ادبیات تحت واژه پهلوان راه پیدا کرد. در حالی که در دوران پیش از اسلام، نام «پهلوان» ممکن است به اعضای دولت پارتیان متشکل از خاندانها، فرمانداران و جنگجویان اشاره داشته باشد، امروزه به عنوان روایتی حماسی دربارهٔ این اربابان جنگاور به مترادفی برای واژه «قهرمان» تبدیل شده است و تصویری ایده‌آل از یک جنگاور تنها و قدرتمند را به ذهن متبادر می‌نماید. داستان‌های حماسی شاهنامه در مورد پهلوانان و همچنین استفاده از این نام برای هنرهای رزمی خاص مانند ورزش‌های زورخانه و پهلوانی و داستان سرایان بلوچی به نام پهلوان - که به طرز شگفت‌انگیزی یادآور فرهنگ گوسان پارتی هستند - است، از بقایای فرهنگ ریشه دار اشکانی هستند.

## تاریخ
منطقه اصلی استقرار پارتی‌ها در اوایل دوران باستان پارتاو بود، اما با تغییرات سیاسی و سرزمینی در دوره اشکانیان و بعدها دوره ساسانیان، وضعیت جمعیتی ایران باستان به شدت تغییر کرد. از آنجایی که اشکانیان در ایران به قدرت رسیدند و تسخیر پی در پی مناطق غربی به دست مهرداد بزرگ یکم و مهرداد بزرگ دوم و نیز انتقال مرکز فرمانروایی اشکانی به غرب روی داد، پارتیان در غرب ایران مستقر شدند.
گسترش قوم پارت (پهلو) و سلسله اشکانیان به بین‌النهرین و قفقاز مستلزم استقرار قبلی در مناطق مجاور، به ویژه ماد و آتورپاتکان بود. این مهاجرت پارتی‌ها به سوی غرب به قدری چشمگیر بود که تاریخ و عناوین استانی از گسترش حدود ایالت پهلو/پارتاوا به سمت غرب حکایت دارد. از این رو، قابل ذکر است که در تاریخ از دو منطقه مختلف به نام پهلو/پرثوه یاد شده است.
- منطقه شرقی که به‌طور کلاسیک مورد تصدیق است. پارتاوا: این استان از زمان هخامنشیان وجود داشته و از شمال غربی با گرگان، از شمال با خوارزم، از شمال شرقی با سغدیان، از شرق به بلخ، از جنوب شرقی با هرات و از جنوب با کرمان همسایه بوده است. منابع دوران ساسانی دیگر از استانی به نام پارتاوه در شرق نام نمی‌برند، بلکه از استان اَبَرشهر به معنای شهر اَپَرنی‌ها نام می‌برند. شاید محل قدیمی استقرار پارتی‌ها بعداً به دلیل وقایع سیاسی و همجواری با نواحی دَهائی- سکاها به محل استقرار آپارنی‌(اَپَرنی)ها تبدیل شده بود. با این حال، خود اشکانیان هرگز ارتباط خود را با استان اصلی خود از دست ندادند، همان‌طور که در مقبره‌های سلطنتی در مهردادگرد گواه است.
- پهله/پهلو در اواخر باستان و دوره پس از اسلام: در عهد ساسانیان، استان پارت در مرکز ایران به عنوان استانی همجوار با پارس و خوزستان قرار داشت. همان‌طور که مشخص است این منطقه آخرین سنگر اشکانیان به حساب می‌آمد. در کتیبه‌های شاپور، پارت (پَهلَو،پَهلَه) در فهرست استان‌ها در جایگاه دوم قرار دارد که نشان از اهمیت آن برای امپراتوری دارد. کتیبه‌های ابنون نیز گویای تغییر بیشتر پارت به سمت غرب است و حملات رومیان به پارس و پارت را بازگو می‌کند، اگرچه این حملات علیه شرق ایران نبود.[۴] سرانجام، این منابع پس از اسلام است که تصویر روشنی از گسترش قابل توجه پارتیان در دوران ساسانی در نواحی شمال غربی ایران به ما می‌دهد. پهله در بیشترین حد خود شامل تبریز و اردبیل در شمال، ماسَبَدان (ایلام) و مهرگانکدک (مهرگانکده) در جنوب غربی، اسپهان (اصفهان) در جنوب شرقی و ری در شمال شرقی،[۵] یا به استثنای ری و اسپهان، کومش، طبرستان، خراسان، سیستان، کرمان، مکران، قزوین دیلم و طالقان را در بر می‌گرفت.

قدرت دیزجی تحول تاریخی حدود این منطقه را اینگونه خلاصه می‌کند:
به طور خلاصه، استان پارت در دوره هخامنشی شامل نواحی شمال شرقی ایران می شد. با وجود این، شواهدی وجود دارد که نشان می دهد در اواخر دوره اشکانیان این ناحیه به مناطق مرکزی و شمال مرکزی ایران اطلاق می شد. منابع اوایل دوره ساسانی به طور قطع نشان می دهند که پارت در این قسمت از فلات ایران قرار داشته است. اما منابع مربوط به دوره اسلامی نشان می‌دهد که در پایان دوره ساسانیان، منطقه پارت بخش غربی ایران را نیز در بر می‌گرفت. به عبارت دیگر، از دوره هخامنشیان تا ساسانیان، تغییر مکان و حدود منطقه پارت از شمال شرق به غرب ایران رخ داده است. با توجه به شواهد و دلایلی که در بالا ذکر شد، می توان نتیجه گرفت که اگر زبان پارتی میانه ویژگی های زبان های شمال غربی ایران را دارد، به این دلیل است که منطقه پارت در شمال و غرب فلات ایران قرار داشته است.— قدرت-دیزجی 2012: 111
مطابقت منطقه پهله با ولایات مادها را می‌توان از یک سو در شناسایی حاکمان این نواحی با اشکانیان جستجو کرد؛ بنابراین، نواحی و حکامی که تابع یا ملحق به اشکانیان پارتی بودند، خود را تابع خاندان سلطنتی اشکانی و پارتیان می‌دانستند، که علاوه بر مؤلفه سیاسی، مؤلفه‌ای هویتی-فرهنگی را نیز در بر می‌گیرد و بدین ترتیب پارتی شدن سرزمین‌های غربی را توضیح می‌دهد. از سوی دیگر، مهاجرت پارتیان پیشین به منطقه نقش تعیین‌کننده ای در قوم زایی پارتیان میانی و متأخر داشت، به همین دلیل است که علاوه بر مؤلفه سیاسی، مؤلفه قومی فرهنگی قوی نیز توسط مورخان شناسایی می‌شود.
در پهله حکومت تنها محدود به خاندان اشکانی پارتی نبود. خاندان‌های کارن، سورن و اسپهبد به عنوان فرمانروایان فرعی پهلو بودند. به گفته طبری، مقر کارنی‌ها در ماه نهاوند، اسپهبد در ری، و سورنی‌ها در سگستان(سیستان) بوده، در حالی که آخرین اشکانی، اردوان چهارم، بر کل جبال (به معنی پهله،ماد) فرمانروایی می‌کرد.

## مناطق و نواحی
ماه نهاوند بخشی از سرزمین بزرگ پهله در باختر و مرکز ایران بوده است که بعدها به ماه بصره نیز شهرت یافته است. ابن الندیم از قول عبداﷲ بن المقفع آورده است که ماه پهله یکی از پنج ناحیه پهله (فهله) است (یادداشت‌های دهخدا). بروجرد و نهاوند دو قصبه یا نقطه شهری ماه پهله بوده‌اند.

## زبان
- کهن‌ترین منبع دربارهٔ زبان پهله قول ابن مقفع (۱۴۲ه‍.ق/۷۵۹م) است که در الفهرست نقل شده است. عبدالله بن مقفع گفته است:

زبان پهلوی منسوب به پهله است و این، نام پنج ولایت است که عبارتند از اصفهان و ری و همدان و ماه نهاوند و آذربایجان.
- در مفاتیح العلوم نوشته شده است که:

یکی از زبان‌های ایران پهلوی است و همین زبان است که پادشاهان در مجالس خود به‌آن سخن می‌گفتند و آن منسوب است به پهله و پهله نامی است که به پنج شهر اصفهان، ری، همدان، ماه نهاوند و آذربایجان داده شده است.